# Laura Ovalle
Laura Alejandra Ovalle Sánchez (Ciudad Juárez, 6 de febrero de 1999) es una deportista mexicana que compite en taekwondo. Ganó una medalla de oro en el Campeonato Panamericano de Taekwondo de 2014, en la categoría de –44 kg.

## Palmarés internacional
| Campeonato Panamericano | Campeonato Panamericano | Campeonato Panamericano | Campeonato Panamericano |
| Año                     | Lugar                   | Medalla                 | Categoría               |
| ----------------------- | ----------------------- | ----------------------- | ----------------------- |
| 2014                    | Aguascalientes (México) | Medalla de oro          | –44 kg                  |